# Adalbero van Eppenstein
Adalbero van Eppenstein (circa 980 - Ebersberg, 28 november 1039) was van circa het jaar 1000 tot 1011 markgraaf van Karinthië en daarna van 1011 of 1012 tot 1035 markgraaf van Verona en hertog van Karinthië.

## Levensloop
Adalbero stamde uit het adellijk huis Eppenstein. Hij was de zoon van Markwart III van Eppenstein en Hadmud van Ebersberg, dochter van graaf Adalbero van Ebersberg. Door zijn huwelijk met Beatrix van Zwaben, dochter van Herman II van Zwaben, werd hij de schoonbroer van Koenraad II, vanaf 1024 keizer van het Heilig Roomse Rijk. Beatrix was namelijk de zus van Koenraads vrouw, Gisela van Zwaben. Een andere zus van Beatrix, Mathilde, was gehuwd met Koenraad I van Karinthië, die tot 1011 hertog van Karinthië was.
In het jaar 1000 volgde hij zijn vader Markwart op als markgraaf van Karinthië en werd eveneens graaf van Eppenstein. Ook bezat hij het graafschap Mürztal. Na de dood van zijn schoonbroer Koenraad I van Karinthië werd hij door keizer Hendrik II benoemd tot hertog van Karinthië en markgraaf van Verona. Troonopvolger Koenraad II van Karinthië, vaak Koenraad de Jongere genoemd, was toen nog minderjarig. Omdat Koenraad de Jongere het hertogdom niet in handen kreeg toen hij volwassen werd, werden beiden later bittere rivalen om het hertogdom Karinthië.
Toen zijn schoonbroer Koenraad II in 1024 keizer van het Heilig Roomse Rijk werd, hadden de twee nog een tamelijk goede relatie en was zelfs de beschermer van de keizer. Zo woonde hij in 1027 de synode in Frankfurt bij en was hij in 1028 aanwezig bij de kroning van Hendrik, de zoon van Koenraad II, tot koning van Duitsland. Politieke disputen veranderden echter de goede band tussen de twee en nadat hij in 1035 rebelleerde tegen de Heilig Roomse keizer, werd hij afgezet als markgraaf van Verona en hertog van Karinthië ten voordele van Koenraad de Jongere.
Vervolgens hield Adalbero uit woede een bloedige wraakcampagne waarbij graaf Willem van Friesach werd vermoord. Uiteindelijk moest hij toch het onderspit delven en zich terugtrekken op de Beierse landgoederen van zijn moeder in Ebersberg, waar hij in 1039 stierf. 
De vele landgoederen van het huis Eppenstein werden na zijn dood onderhouden door zijn oudste zoon Markwart IV. De zonen van Markwart IV, Liutold en Hendrik, werden later ook hertog van Karinthië.